# Вуколов, Игорь Владимирович
Игорь Владимирович Вуколов — сотрудник Министерства внутренних дел Российской Федерации, участник антитеррористических операций в период Первой чеченской войны, погиб при исполнении служебных обязанностей, кавалер ордена Мужества (посмертно).

## Биография
Игорь Владимирович Вуколов родился 28 января 1963 года в городе Кемерове. После окончания средней школы поступил в Кемеровское высшее военное командное училище связи. Завершил обучение в 1984 году, после чего для дальнейшего прохождения службы был направлен в Польскую Народную Республику, в Северную Группу Войск. Вернувшись в СССР, продолжал службу в различных частях Забайкальского военного округа. В 1990 году был уволен в запас. Трудился в различных строительных организациях родного города.
В 1996 году Вуколов добровольно поступил на службу в органы Министерства внутренних дел Российской Федерации, и был зачислен в состав Отряда милиции особого назначения при Главном управлении внутренних дел Кемеровской области. В составе сводной группы Кемеровского ОМОНа он был направлен в специальную командировку в зону контртеррористической операции на Северном Кавказе. Принимал участие в боевых действиях против незаконных вооружённых формирований сепаратистов. При выполнении одного из боевых заданий майор милиции Игорь Владимирович Вуколов получил тяжёлое ранение. Произошло это при следующих обстоятельствах. 9 июля 1996 года кемеровчане получили информацию о незаконно хранящемся оружии в посёлке Гехи-Чу и выдвинулись туда для проверки паспортного режима и поиска этого оружия. На улице Гагарина группа, которую возглавлял Вуколов, подверглась неожиданному нападению боевиков. В завязавшейся перестрелке майор был тяжело ранен и умер в госпитале 9 августа 1996 года.
Похоронен на городском кладбище № 2 в Кемерове.
Указом Президента Российской Федерации майор милиции Игорь Владимирович Вуколов посмертно был удостоен ордена Мужества. Кроме того, был награждён четырьмя медалями за добросовестную службу в рядах Вооружённых Сил СССР и Министерства внутренних дел Российской Федерации.

## Память
- В честь Вуколова названа улица в Кемерове[1].
- Навечно зачислен в списки личного состава ОМОН при ГУВД Кемеровской области[1].
- В память о Вуколове в Кемерове установлена мемориальная доска[4].